# 59 Hydrae
59 Hydrae är en vit underjätte i Vattenormens stjärnbild.
59 Hydrae har visuell magnitud +5,72 och är synlig för blotta ögat vid god seeing. Den befinner sig på ett avstånd av ungefär 370 ljusår.